# العلاقات الآيسلندية المكسيكية
العلاقات الآيسلندية المكسيكية هي العلاقات الثنائية التي تجمع بين آيسلندا والمكسيك.

## مقارنة بين البلدين
هذه مقارنة عامة ومرجعية للدولتين:
| وجه المقارنة                                              | آيسلندا          | المكسيك                                                                               |
| --------------------------------------------------------- | ---------------- | ------------------------------------------------------------------------------------- |
| المساحة (كم2)                                             | 103.00 ألف       | 1.97 مليون                                                                            |
| عدد السكان (نسمة)                                         | 317.35 ألف       | 130.53 مليون                                                                          |
| الكثافة السكانية (ن./كم²)                                 | 3.08             | 66.26                                                                                 |
| العاصمة                                                   | ريكيافيك         | مدينة مكسيكو                                                                          |
| اللغة الرسمية                                             | اللغة الآيسلندية | اللغة الإسبانية                                                                       |
| العملة                                                    | كرونة آيسلندية   | بيزو مكسيكي                                                                           |
| الناتج المحلي الإجمالي (بليون دولار)                      | 23.91 مليار      | 1.15 تريليون                                                                          |
| الناتج المحلي الإجمالي (تعادل القوة الشرائية) بليون دولار | 15.79 مليار      | 2.16 تريليون                                                                          |
| الناتج المحلي الإجمالي الاسمي للفرد دولار أمريكي          | 50.17 ألف        | 9.01 ألف                                                                              |
| الناتج المحلي الإجمالي للفرد دولار أمريكي                 | 46.55 ألف        | 17.32 ألف                                                                             |
| مؤشر التنمية البشرية                                      | 0.899            | 0.756                                                                                 |
| رمز المكالمات الدولي                                      | +354             | +52                                                                                   |
| رمز الإنترنت                                              | .is              | .mx                                                                                   |
| المنطقة الزمنية                                           | 00، أوروبا/لندن ‏ | منطقة زمنية وسطى، المنطقة الزمنية الجبلية، زمن منطقة المحيط الهادئ، منطقة زمنية شرقية |

## منظمات دولية مشتركة
يشترك البلدان في عضوية مجموعة من المنظمات الدولية، منها:
| علم المنظمة | اسم المنظمة                        | تاريخ انضمام آيسلندا | تاريخ انضمام المكسيك |
| ----------- | ---------------------------------- | -------------------- | -------------------- |
|             | وكالة ضمان الاستثمار متعدد الأطراف | 25 سبتمبر 1998       | 1 يوليو 2009         |
|             | منظمة التعاون الاقتصادي والتنمية   | ?                    | ?                    |
|             | الأمم المتحدة                      | 19 نوفمبر 1946       | 7 نوفمبر 1945        |
|             | الفريق المعني برصد الأرض           | ?                    | ?                    |
|             | منظمة حظر الأسلحة الكيميائية       | ?                    | ?                    |
|             | منظمة التجارة العالمية             | ?                    | 1995                 |
|             | منظمة الشرطة الجنائية الدولية      | ?                    | ?                    |
|             | مؤسسة التنمية الدولية              | 19 مايو 1961         | 24 أبريل 1961        |
|             | يونسكو                             | 8 يونيو 1964         | 4 نوفمبر 1946        |
|             | الاتحاد البريدي العالمي            | ?                    | ?                    |
|             | البنك الدولي للإنشاء والتعمير      | 27 ديسمبر 1945       | 31 ديسمبر 1945       |
|             | المنظمة الهيدروغرافية الدولية      | ?                    | ?                    |
|             | الاتحاد الدولي للاتصالات           | 1 أكتوبر 1906        | 1 يوليو 1908         |
|             | مؤسسة التمويل الدولية              | 20 يوليو 1956        | 20 يوليو 1956        |
|             | مجموعة أستراليا                    | 1993                 | 2013                 |
|             | مجموعة الموردين النوويين           | ?                    | ?                    |

## وصلات خارجية
- موقع وزارة الخارجية الآيسلندية
- موقع وزارة الخارجية المكسيكية